# Versenkung der Magic Seas
Die Versenkung der Magic Seas erfolgte am 6. Juli 2025 bei einem Angriff der Huthi im südlichen Roten Meer, etwa 51 Seemeilen südwestlich des jemenitischen Hafens Al-Hudaida. Die Magic Seas war ein unter der Flagge von Liberia und im Besitz von Paragon Shiping aus Athen fahrender Massengutfrachter. 
Kurz darauf erfolgte die Versenkung der Eternity C durch die Huthis und der zweite Schiffsangriff im Juli 2025 in der Krise am Roten Meer.

## Angriff und Versenkung
Die Magic Seas transportierte Düngemittel und Stahl von der Volksrepublik China in die Türkei. Am 6. Juli 2025 kontaktierten die Huthis das Schiff auf UKW-Funkkanal 16, als es im Roten Meer in Richtung Suezkanal fuhr. Dies ist der übliche Not- und Anrufkanal auf See. Sie forderten die Magic Seas auf, zu stoppen. Die Besatzung weigerte sich. Daraufhin begannen die Huthis einen vierstündigen Angriff auf das Schiff von kleineren Booten mit Panzerfäusten und Gewehrfeuer, ferner setzten sie See-Drohnen und Raketen ein. Sicherheitskräfte an Bord erwiderten das Feuer.
Die Besatzung meldete Brände im Bug und im Maschinenraum des Schiffes und dass mindestens zwei Laderäume geflutet worden seien. Außerdem fiel der Strom auf dem Schiff aus. In den folgenden Stunden verließ die Besatzung das Schiff und die Huthis enterten es. Diese brachten dann offenbar an drei Stellen des Schiffes Sprengstoff an, den sie dann ferngesteuert zündeten. Daraufhin sank das Schiff langsam. Die Huthis veröffentlichten ein Video des Überfalls und des Untergangs im Internet.
Die Huthis behaupten, dass sie nur Schiffe angreifen, die mit Israel, den USA oder dem Vereinigten Königreich in Verbindung stehen. Der Angriff auf die Magic Seas erfolgte, nachdem Israel drei jemenitische Häfen sowie das Handelsschiff Galaxy Leader angegriffen hatte, das die Huthis im November 2023 gekapert hatten. Es war der erste Angriff auf die Handelsschifffahrt im Roten Meer seit Mitte April 2025. Im Mai war eine Waffenruhe der USA mit den Huthi vereinbart worden und diese wurde weitgehend eingehalten. Dabei hatten die Huthi einen Stopp von Angriffen auf israelische Schiffe abgelehnt.

## Daten zur Magic Seas
Der Massengutfrachter Magic Seas (IMO-Nummer 9736169, MMSI-Nummer 636016531 und Rufzeichen D5GP6) wurde 2016 von der Dayang Shipbuilding in Yangzhou gebaut. Das Schiff hatte eine Tonnage von 35.812 Tonnen. Das Schiff war 199 Meter lang und 32 Meter breit. Anfangs führte das Schiff den Namen Yangzhou Dayang DY40.